# Kirby Fighters 2
Kirby Fighters 2 est un jeu vidéo de combat sorti en 2020 sur Nintendo Switch et est la suite directe de Kirby Fighters Deluxe. Développé par HAL Laboratory et Vanpool et édité par Nintendo, le jeu présente des personnages et des éléments issu de la franchise Kirby et utilise le moteur de jeu de Super Kirby Clash. Le jeu est sorti dans le monde entier en septembre 2020, mais a été accidentellement divulgué auparavant sur le site Web de Play Nintendo.

## Système de jeu
Kirby Fighters 2 est un jeu de combat pouvant accueillir jusqu'à quatre joueurs en local et en ligne. Chaque joueur peut choisir une capacité qui était disponible dans les autres jeux Kirby précédents. Alors que la plupart des personnages sont des versions différentes de Kirby, des personnages supplémentaires tels que le Roi Dadidou et Meta Knight sont également déblocable et jouables,.

## Développement et publication
Kirby Fighters 2 a été développé par HAL Laboratory et Vanpool, et édité par Nintendo, en utilisant le moteur de jeu issu de Super Kirby Clash. Le jeu est sorti dans le monde entier le 23 septembre 2020 sur le Nintendo eShop, six ans après le jeu précédent, Kirby Fighters Deluxe. Peu de temps après, une démo gratuite du jeu était disponible. Bien que le jeu soit sorti en septembre, le jeu a été accidentellement présenté sur le site Web de Play Nintendo en tant que titre téléchargeable avant sa sortie.
Le développeur de jeux Tadashi Kawai a créé un article de blog décrivant le processus de développement de Kirby Fighters 2. Il a écrit comment le « mode solo a évolué à partir de l'idée que c'est un jeu multijoueur, mais je veux développer un mode qui soit amusant, même en jouant seul ». Il a également décrit le développement du jeu pendant la pandémie de Covid-19 au Japon, en écrivant : « En raison du télétravail, il a été développé dans un environnement où nous ne pouvions ni nous rencontrer ni parler en personne, mais puisque le jeu a été développé par la même équipe pour deux jeux d'affilée, il n'y a pas eu de problèmes de communication et nous avons pu développer le jeu sans problèmes majeurs ».

## Accueil
Le jeu a reçu des critiques « mitigées ou moyennes », selon l'agrégateur de critiques Metacritic, donnant un Metascore de 65 et un score d'utilisateur de 7,9. 